# Роккі (мис)
18°22′27″ пн. ш. 88°05′52″ зх. д. / 18.37417° пн. ш. 88.09778° зх. д.
Мис Роккі (англ. Rocky Point) — мис на півострові Юкатан в Белізі і в акваторії Карибського моря.

## Географія
Мис Роккі знаходиться в Карибському морі, зокрема в його затоці-бухті Четумаль на узбережжі Белізу, країни Латинської Америки. Ця частинка суходолу, адміністративно приналежна до округу Коросаль і розташована на його береговій лінії та є крайньою північно материковою точкою, топографічним орієнтиром-координатою на півночі країни.